# Aleko Elisashvili
Aleksandre 'Aleko' Elisashvili (en georgiano: ალექსანდრე (ალეკო) ელისაშვილი; Tiflis, 17 de enero de 1978) es un periodista, político georgiano, fundador del partido político Ciudadanos.

## Biografía
Tras estudiar Ciencias Políticas en la Universidad Estatal de Tiflis, trabajó de periodista en distintos medios de comunicación como Radio Liberty (2004-2007), Maestro (2007-2009) o Kavkasia (2008-2016).
Elisashvili comenzó su carrera política como activista dentro de un grupo de preservación cívica. Estuvo en el cargo de presidente de la Comisión Estatal de Indultos (2013-2014) y fue concejal independiente del ayuntamiento de Tiflis (2014-2017), cuando se presentó como candidato independiente a alcalde de la ciudad. Obtuvo el segundo lugar, con 69.803 votos (17,4%).
En las elecciones de 2020, Elisashvili fue elegido miembro del parlamento de Georgia. En medio del debate parlamentario por la polémica Ley de Agentes Extranjeros, aprobado por el gobierno de Sueño Georgiano y al que se oponía toda la oposición, Elisashvili propinó un puñetazo a Mamuka Mdinaradze, presidente del grupo parlamentario gubernalmental.
Elisashvili estuvo de voluntario un mes en la Legión Internacional de Defensa Territorial de Ucrania tras la invasión rusa de Ucrania.